# 福克斯-諾斯聯盟

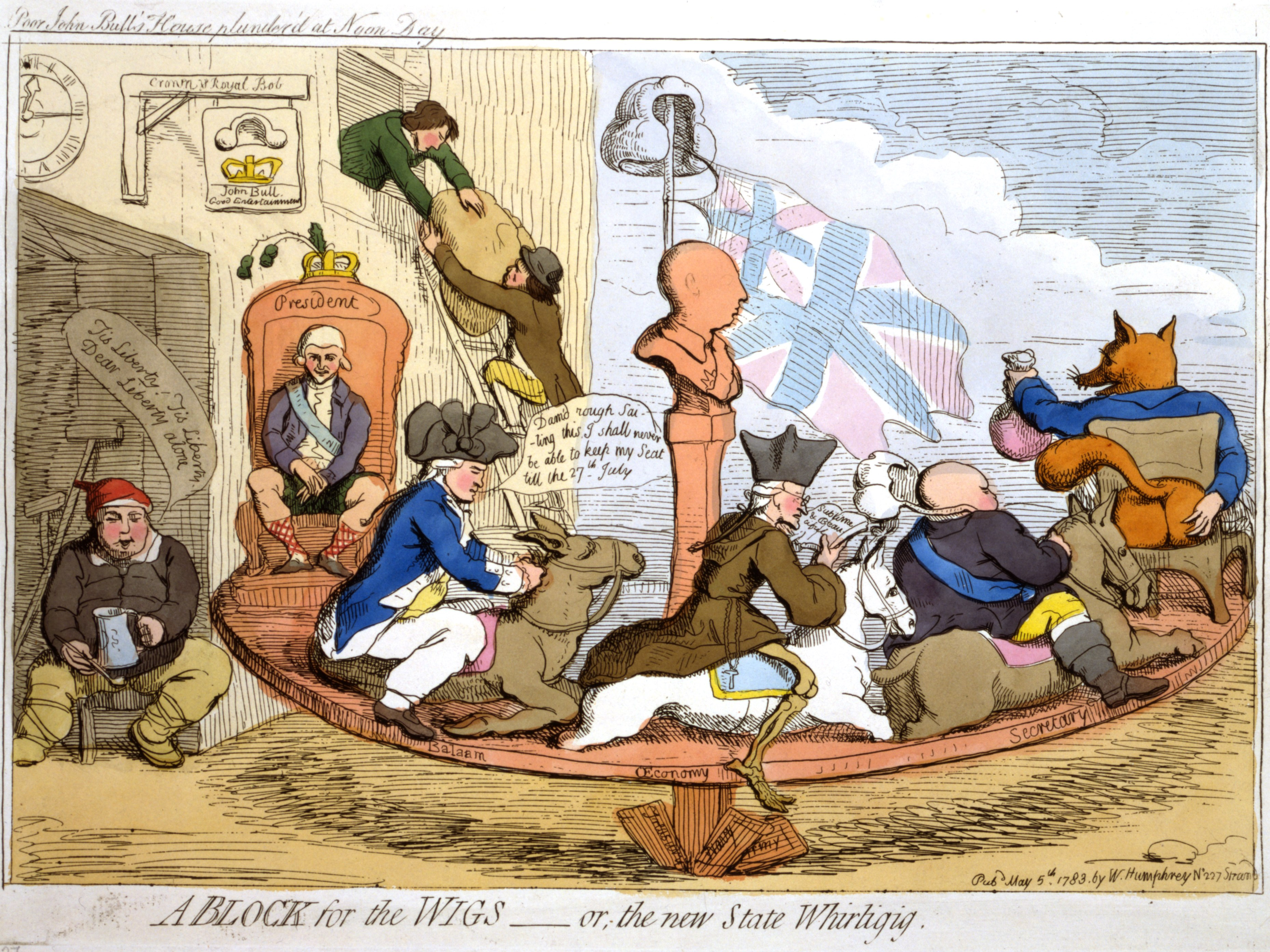
在這幅名為《輝格黨的滑車》的諷刺漫畫入面，福克斯（右一）與諾斯勳爵（右二）同坐一車，諾斯勳爵身後面是伯克。

福克斯-諾斯聯盟（Fox-North Coalition，1783年4月2日－1783年12月19日）是指由英國輝格黨政治家查爾斯·詹姆士·福克斯（Charles James Fox）與其政敵托利黨前首相諾斯勳爵（Lord North）所締結的聯合政府。這個政治聯盟在1783年2月14日組成，隨後在同年4月成功迫使親喬治三世的輝格黨首相謝爾本伯爵領導的政府垮台，繼而上台執政，成為聯合政府。聯盟政府表面上雖然由輝格黨羅金漢派系的波特蘭公爵出任首相，但大權事實上由出任外相的福克斯與出任內政大臣的諾斯勳爵分掌。
這個由議會各派系組成的聯合政府並不成功，亦沒有得到英皇喬治三世的支持，各人之所以合作組閣，僅出於政治目的。聯盟政府很快就因為多項爭議而導致聲望下滑，最後復因為同年12月的《印度草案》不獲上議院通過，結果在喬治三世迫使下垮台，並由年僅24歲的小皮特接任首相，聯盟政府壽命前後僅約八個月告終。福克斯-諾斯聯盟的垮台，標誌著托利黨的小皮特及喬治三世長期主導英國政局，相反福克斯與諾斯勳爵卻因此失勢。

## 背景

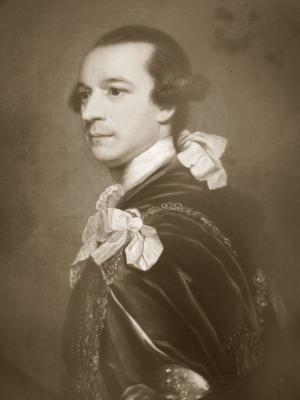
羅金漢侯爵

在1782年3月，時任托利黨首相諾斯勳爵領導的政府，因為英國在美國獨立戰爭中大敗而垮台，結束長達12年的執政。英皇喬治三世當時除了求和以外，別無他途，他因此轉而向主和的輝格黨招手，尋求組閣可能性。在得到謝爾本伯爵穿針引線下，首相一職最終由輝格黨資深人物查爾斯·詹姆士·福克斯所支持的羅金漢侯爵出任。不過，由於新政府並非由羅金漢主動牽頭成立，以致內閣大受皇室掣肘，其中，新政府將內閣的北方大臣及南方大臣重新改組為內務大臣及外務大臣兩職，並分別由代表皇室利益的謝爾本伯爵及主張制衡君權的福克斯出任，福克斯另外兼任下議院領袖，但兩方關係始終並不融洽。
福克斯一家一直與謝爾本存有嫌隙，後者本身是老皮特的支持者，福克斯先父曾相信自己在英、法兩國於1763年就七年戰爭媾和後仕途停滯，就是因謝爾本所致。而另一方面，雖說新置的外務大臣全權掌管外交政策，可是福克斯卻不滿謝爾本插手干預英、美在巴黎進行的和談；謝爾本同時又涉嫌私相授受，大灑金錢向同僚發放退休金，但由於福克斯曾在諾斯擔任首相期間抨擊過類似的問題，結果謝爾本的操守問題也拖累福克斯的支持度受影響。
不久以後，羅金漢宣佈承認前十三州殖民地獨立，但卻突然在7月1日卒故任內，結果喬治三世以謝爾本伯爵出任首相，而福克斯及其支持者遂拒絕在內閣供職，使得輝格黨出現分裂。

## 諾斯-福克斯聯盟
雖然福克斯堅拒出仕於謝爾本政府，但他卻與諾斯勳爵走在同一陣線，試圖拖垮謝爾本政府。兩人在1783年2月14日組織聯盟，並宣稱聯盟是建基於「深厚的善意及互信」。然而，儘管福克斯在1770年代初曾短暫與諾斯合作過，但兩人卻彼此在美國獨立戰爭中視對方為頭號政敵，期間福克斯更多次極力譴責過諾斯，因此諾斯與福克斯兩人修好實大出輿論意料之外。

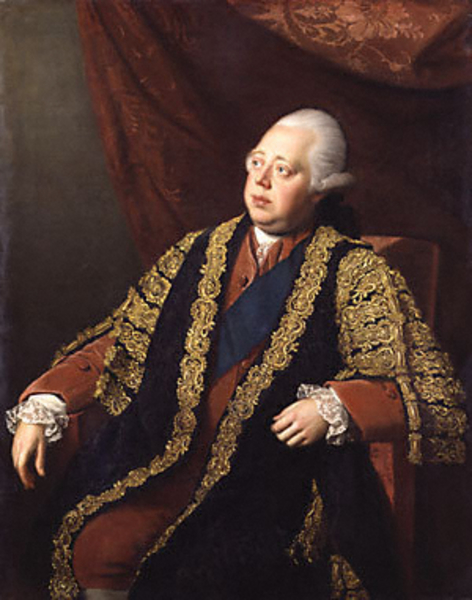
諾斯勳爵

儘管喬治三世曾極力維護謝爾本及阻止兩人組閣，但在得到托利黨及以福克斯為首的輝格黨反對派支持下，他們在1783年4月2日於下院取得足夠優勢，成功使謝爾本政府垮台。這個「諾斯-福克斯聯盟」掌政後，選擇由輝格黨羅金漢派系的波特蘭公爵擔任首相，但大權則落在分別出任內政大臣的諾斯勳爵及外務大臣福克斯身上。這三個人來自不同派別及政治光譜，事實上無一堅定的政治立場可言，各人之所以合作，主要是從自身利益出發。一方面，福克斯與諾斯勳爵合作，在於要將謝爾本政府拖垮，同時造就機會讓自己重返內閣；至於諾斯勳爵願意合作，也僅僅出於希望重建自己在1782年辭任首相後所失去的聲望。

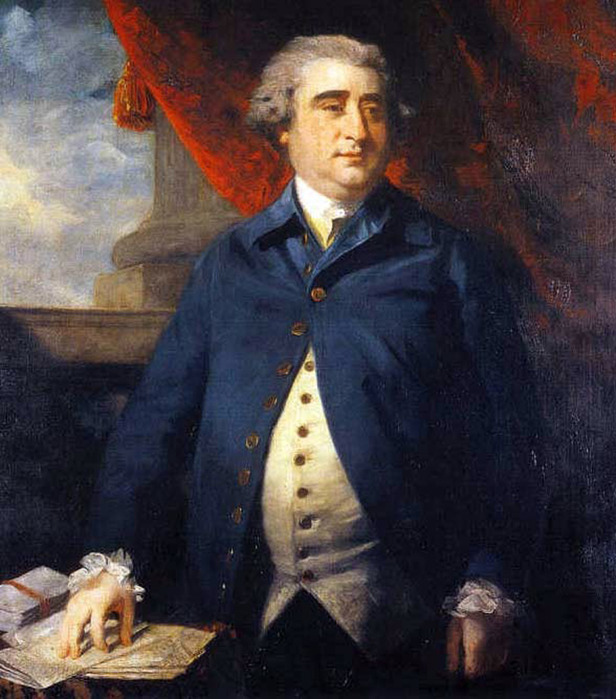
查爾斯·詹姆士·福克斯

值得注意的是，這次也是喬治三世自登位以來，首次沒有參與其中的組閣行動。其中，內閣及首相人選完全由福克斯與諾斯勳爵等人內部協商而定，福克斯甚而宣稱這次組閣是以「民主原則」進行，沒有受皇室干預，而且「為憲法帶來完全改變」。不過，喬治三世則責難聯盟的組成是「王國有紀錄以來最膽大妄為及毫無原則可言的舉動」（the most daring and unprincipled act that the annals of this kingdom ever produced）。面對英國在美國獨立戰爭中大敗，再受福克斯與諾斯的組閣打擊，喬治三世曾一度心灰意冷而有意退位。但考慮到兒子威爾斯親王喬治生活不檢，嗜賭好色，而且寵信福克斯，一旦繼位將難以設想而瞬即打消退位念頭。此外，喬治三世還認定其子生活驕奢放蕩，也是拜福克斯的影響所致。
不過喬治三世興幸的是，福克斯-諾斯聯盟的支持度沒多久就急劇下滑。首先是，福克斯不顧大部分同僚反對，建議政府每年撥款100,000英鎊生活費予威爾斯親王。這個建議不單令與兒子陷於不和的喬治三世相當不滿，外界也認為這樣做與謝爾本的私相授受沒有分別，質疑福克斯向來對經濟事務的重視只是虛有其表。另一方面，福克斯-諾斯聯盟亦錯估了當時的實際形勢，事實上，皇室聲望良好，而謝爾本的支持度也比想像中高；相反，福克斯與長年政敵諾斯勳爵合作也使不少國內士紳大跌眼鏡，認為他原來只是一個毫無原則可言的利己主義者，使得聯盟聲望一再受挫。
聯盟上台後，福克斯推行幾乎所有他曾經在謝爾本任內所反對的政策，當中包括確認謝爾本任內與美國所簽訂的《凡爾賽條約》，此舉進一步使聯盟的支持度下跌，也使到福克斯的聲望及誠信受損。至於聯盟的不少支持者甚至覺得被福克斯及諾斯利用，促使聯盟走向垮台的命運。

## 《印度草案》與聯盟垮台
到1783年11月，聯盟政府引入《印度草案》，試圖改革對英屬印度的管治，這遂成為聯盟政府垮台的主要導火線。《印度草案》的引入主要由福克斯的前輩埃德蒙·伯克所促成，伯克本身持有東印度公司的股份，他有鑑於英國自1773年通過《規管法案》以來，英國政府及東印度公司在印度的權責不清，遂起草《印度草案》，並於同年12月初送交聯盟政府，希望籍以改革印度的行政管理。

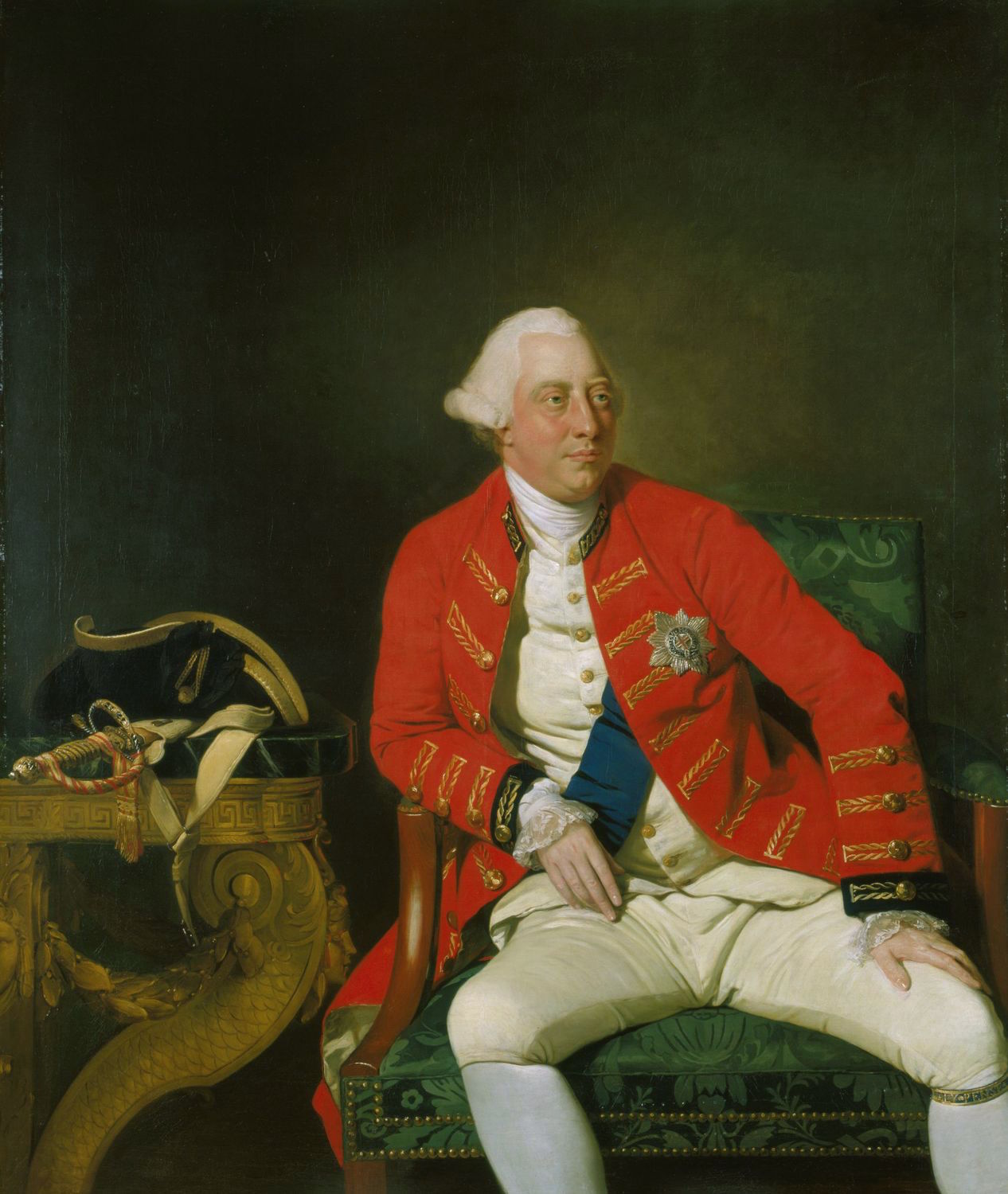
喬治三世

然而，草案內容很快就引起公眾的反面迥響，首先，草案建議英屬印度將直接由英國政府管治，而以往負責進行管理的東印度公司，今後只會負責英國與印度之間的貿易業務，此一建議隨即令人聯想到英國當初直接管治北美殖民地，結果導致美國革命的下場，使輿論對建議有所保留。其次，草案又提議政府對印度的管治將委託七名專員負責監管，而這七名專員最初會由聯盟政府委任，四年以後才轉由東印度公司負責委任，而專員只可以由國會罷免。有關建議隨即觸動不少既得利益者而招來反對，坊間有輿論更開始對福克斯大加抨擊，而且在政治漫畫中將他加以諷刺。

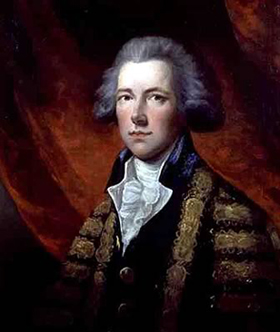
小皮特

不久以後，聯盟政府內閣公佈了七名專員的名單，其中四人為福克斯黨人、兩人為諾斯黨人、最後一位更是諾斯勳爵的兒子。名單的內容令輿論嘩言，原因是福克斯在聯盟成立前曾經以反對政府舞弊著稱，但如今卻被批評有私相授受之嫌，有輿論更擔心草案將制造機會讓福克斯等人專擅威柄，在未來四年可完全操控著東印度公司及印度。
《印度草案》被喬治三世看準為拖垮政府的大好機會，在此以前，他已經拒絕為政府冊封新的貴族，使政府在上議院的支持有限，至於草案引入後，喬治三世更設法要迫令聯盟政府倒台。自從《印度草案》在下議院以153票對80票獲得通過後，喬治三世隨即透過坦普爾勳爵通知上議院的貴族，警告「誰投票通過草案，不單止不是他的朋友，更會被他視敵人」（whoever voted for the India Bill was not only not his friend, but would be considered by him as an enemy）。在喬治三世的恐嚇下，草案在1783年12月17日於上院以76票對95票被否決。由於此舉顯示聯盟政府未能駕馭兩院，喬治三世隨即在12月19日迫使波特蘭內閣垮台，並在得到19名上院貴族支持下，選擇以年僅24歲的威廉·皮特出任首相，聯盟政府至此壽命僅僅約八個月而告終。

## 聯盟以後
聯盟政府垮台後，福克斯與諾斯一派仍在下院佔有優勢，他們遂設法阻止皮特政府能夠有效運作。在他們的帶領下，多項由皮特政府提出的議案遭到否決。這種亂局一直持續到1784年3月，喬治三世宣佈解散國會，舉行大選，結果皮特成功在下院取得足夠多數主導議會大局。自此以後，這標誌著喬治三世與皮特兩人長期主導英國政局的局面，皮特本人一直至1801年才卸任首相一位。
至於對福克斯與諾斯而言，聯盟政府的垮台代表了他們的失勢。諾斯勳爵與福克斯合作，結果被喬治三世視為不能原諒的叛徒。諾斯勳爵在政府垮台以後再沒有出仕政府，數年以後更因為雙目失明而退出政壇，後於1792年因病去世；至於福克斯此後亦一直處於在野狀態，到1806年才重返政府，在「賢能內閣」供職，但不出數月後就卒故任內。

## 聯盟內閣名單
- 波特蘭公爵：第一財政大臣兼上議院領袖
- 諾斯勳爵：內政大臣兼聯合下議院領袖

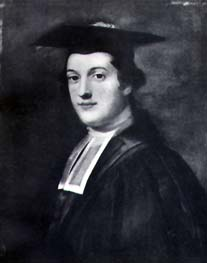
首相波特蘭公爵

- 查爾斯·詹姆士·福克斯：外務大臣兼聯合下議院領袖
- 斯托蒙特勳爵：樞密院議長
- 卡萊爾勳爵：掌璽大臣
- 凱佩爾勳爵：第一海軍大臣
- 約翰·卡文迪許勳爵：財政大臣
- 湯森勳爵：軍械總局局長
- 諾輝頓勳爵：愛爾蘭總督
- 大法官一職處於委員會狀態

## 延伸閱讀
- Black, Jeremy. George III: America’s Last King. Yale University Press, 2006 (ISBN 0300117329).
- Richard Pares; King George III and the Politicians (1953) 網上版本 （页面存档备份，存于）
- George Otto Trevelyan, George the Third and Charles Fox: The Concluding Part of the American Revolution. (1912) 2 vol 網上版本 vol 1 （页面存档备份，存于）, 網上版本 v2 （页面存档备份，存于）
- J. Steven Watson; The Reign of George III, 1760-1815, 1960, the standard scholarly history 網上版本 （页面存档备份，存于）
- John Cannon, The Fox-North Coalition: Crisis of the Constitution, 1782-4. Cambridge University Press, 2008 (ISBN 0521076676).

## 外部連結
- 福克斯-諾斯聯盟（波特蘭公爵內閣） （页面存档备份，存于） 介紹